# Zdeněk Sova (veterinář)
Zdeněk Sova (5. října 1924, Třebíč – 1998  ) byl český veterinární lékař a profesor.

## Biografie
Zdeněk Sova vystudoval obor veterinární lékařství, promoval na Veterinární univerzitě v Brně v roce 1950. Do roku 1955 působil jako vojenský veterinář, následně pět let působil ve Veterinárním ústavu v Praze. Od roku 1960 pak působil na Vyšší zemědělské škole v Praze. Byl dlouholetým vedoucím katedry fyziologie živočichů na zemědělské univerzitě, roku 1976 převzal vedení katedry biologických základů živočišné výroby. Organizoval vědecké konference o fyziologii užitkových ptáků. Mezi lety 1965 a 1970 byl zástupcem děkana fakulty a v letech 1976–1985 byl prorektorem univerzity.

## Dílo
Ve své vědecké práci se zabýval především fyziologií zvířat. Postupně se jeho výzkum zaměřil na problematiku onemocnění jater u koní, fyziologie a patologie drůbeže, výživu zvířat a vlivu potravinových náhrad na chování enzymů a složení krve. Konkretizoval mechanismus bilirubinémie u koní. Vydal (jako autor či spoluautor) více než 500 vědeckých prací v češtině a cizích jazycích, včetně článků v prestižních vědeckých časopisech (Zentralblatt für Veterinärmedizin, "Schweizer Archiv für Tierheilkunde", "Comparative Biochemistry and Physiology"), publikoval učebnice, skripta a referáty.
Sova inicioval spolupráci Vysoké školy zemědělské v Praze s Zemědělskou akademií v Krakově. Jako uznání za své zásluhy pro Krakovskou univerzitu, stejně jako za vědecké úspěchy, dne 5. září 1985 obdržel čestný doktorát na Zemědělské univerzitě v Krakově. Byl jmenován do Výboru pro živočišnou výrobu Československé akademie věd a byl členem mnoha akademií a vědeckých společností.